# 巴迪的基础教育
《巴迪的基础教育》（別名為Baldi's Basics 和 Baldi's Basics Classic）是一款2018年發行的惡搞風格恐怖遊戲，由美國獨立遊戲開發者 Micah McGonigal（網名Mystman12）創作並發行。 遊戲背景設定在一所學校，玩家需要在不被巴迪老師抓到的情況下，找到七本筆記本，每本筆記本中包含數學題目。此外，玩家還需避開遊戲中的各種障礙物。該遊戲因其高難度、懷舊遊戲風格和圖像、以及結合了荒誕幽默和簡單風格的設計而迅速流行。
遊戲對1990年代的教育遊戲進行了惡搞，將其元素解構為後設小說風格的恐怖體驗。隨著更新的推出，這一特點在版本如Baldi's Basics Classic Remastered中得到進一步強化。

## 玩法
該遊戲的主角是一名進入學校的學生。遊戲有兩種模式：故事模式和無盡模式。在故事模式中，玩家需要在不被巴迪抓住的情況下，找到散佈在學校中的七本筆記本。第一本筆記本包含三個簡單的算術問題，但從第二本筆記本開始，通常會有兩個簡單的算術問題和一個無法解答的第三個問題。當玩家無法解答這些問題時，巴迪的速度會變得更快，且更難避開。此外，玩家還會遇到六個非玩家角色：霸凌者（It's a Bully）、教官（Principal of the Thing）、跳繩女孩（Playtime）、掃把（Gotta Sweep）、一等獎（1st Prize） 和 襪子（Arts and Crafters）。
在擴展版 Baldi's Basics Plus 中，增加了更多內容，包括新角色如 Cloudy Copter、Chalkles、Beans、Mrs. Pomp、The Test 和 Dr. Reflex，還有多層程序化生成的樓層、挑戰模式、校外旅行等新內容。

## 劇情
主角的一位朋友將七本筆記本忘在了巴迪的學舍裡，但他無法親自去取，因為他會遲到進行「進食練習」，於是他請求主角幫忙取回這些筆記本。當玩家抵達學舍時，巴迪會向玩家打招呼，並在玩家找到第一本筆記本後，巴迪會測驗玩家一些簡單的數學問題，如果全部答對，巴迪會說可以得到「特別獎勵」。當問題全部答對後，巴迪會給主角一個硬幣，讓他們在第一次通過黃色的擺動門後，能使用販賣機來獲取增益道具。每當玩家找到一個新的筆記本，巴迪都會繼續測驗玩家（每本書有三個問題）。如果玩家答錯問題，巴迪會變得憤怒，而當玩家遇到一個無解的問題時，他將開始追逐玩家。從此以後，所有筆記本都包含無解的問題。主角必須繼續尋找其他筆記本，同時避免遇到其他學生和各種障礙物。在收集到所有七本筆記本後，巴迪會恭喜玩家，但隨即被名為 NULL 的角色打斷，NULL 對玩家大喊「趁還來得及趕快逃出去」。巴迪會繼續追逐玩家，直到玩家找到真正的出口並最終逃脫。
如果玩家答錯了所有數學問題，會觸發一個隱藏結局，玩家會再次遇到之前的 NULL，NULL 表示遊戲已經損壞，必須被摧毀。

## 開發與發行
Baldi's Basics 由 Micah McGonigal 創作，最初作為 2018 年 Meta-GameJam 在 Itch.io 上的參賽作品，並獲得第二名。 在接受Game Developer 的訪問時，McGonigal 提到 1996 年的遊戲 Sonic's Schoolhouse 是他的主要靈感來源。 該遊戲採用了將電子遊戲和其他娛樂媒介中的教育元素進行融合的概念。
McGonigal 隨後啟動了 Kickstarter 活動，宣布將於 2020 年初發行早期測試原型 Baldi's Basics Plus。 2019 年底，原版遊戲被移植至 iOS 和 Android 平台，並以 Baldi's Basics Classic 的名稱推出。

## 評價與反響
這款遊戲因其荒誕幽默、高難度和懷舊的遊戲性而在網上取得了成功。許多YouTuber如DanTDM、Markiplier、jacksepticeye、PewDiePie 和CoryxKenshin都製作了關於這款遊戲的影片，這些影片在YouTube上獲得了廣泛的關注。